# Lenny Fernandes Coelho
Lenny Fernandes Coelho (23 de marzo de 1990, Río de Janeiro, Brasil) es un futbolista brasileño que juega como delantero. Él está actualmente sin club.

## Carrera
Lenny debutó profesionalmente a finales del 2005 en algunos partidos del Campeonato en el Fluminense. Su fútbol "atrevido" comenzó a atraer la atención al principio de la temporada 2006, durante el juego de la Copa de Brasil.
Fue a la selección en el 2007.
Su primer título, como profesional, llegó con la conquista de la Copa de Brasil de 2007, cuando el Fluminense derrotó, en la final, al Figueirense. Poco después, a pesar de la mala etapa, Lenny fue cedido finalmente al Sporting de Braga, de Portugal.
El 3 de enero de 2011, Lenny no estaba siendo aprovechado por el Palmeiras a causa de una serie de lesiones y luego fue anunciado como refuerzo del Figueirense. El 28 de enero de 2011, Lenny anunció la rescisión del contrato con el Palmeiras.
El 4 de agosto de 2011, anunció la terminación de su contrato con el Figueirense debido a las lesiones que siguieron desde el momento de que dejó Palmeiras. Después de su terminación, Lenny volvió al Desportivo Brasil.
En enero de 2012, firmó un contrato con Boavista en Río de Janeiro, para competir por el Campeonato.

## Clubes
| Club                       | País     | Año         |
| -------------------------- | -------- | ----------- |
| Fluminense                 | Brasil   | 2005 - 2007 |
| Sporting de Braga (cesión) | Portugal | 2007        |
| Palmeiras                  | Brasil   | 2008 - 2010 |
| Figueirense                | Brasil   | 2011        |
| Desportivo Brasil          | Brasil   | 2012        |
| Boavista (cesión)          | Brasil   | 2012        |
| Ventforet Kofu             | Japón    | 2013        |
| Madureira                  | Brasil   | 2013        |
| Sorocaba                   | Brasil   | 2014        |

## Palmarés
Fluminense
- Copa de Brasil: 2007

Palmeiras
- Campeonato Paulista: 2008